# Cathédrale-basilique Saint-Sauveur de San Salvador de Jujuy
Cette  cathédrale et basilique n’est pas la seule cathédrale Saint-Sauveur ni la seule basilique Saint-Sauveur.
La cathédrale-basilique Saint-Sauveur de San Salvador de Jujuy (en espagnol : Catedral Basílica del Santísimo Salvador) est le siège de l’évêché catholique de la ville de San Salvador de Jujuy en Argentine. L’édifice, d’un style colonial espagnol du XVIIIe siècle, a été déclaré Monument historique national par le décret no 1347 du 16 mai 1931.

## Histoire de l’édifice
Plusieurs bâtiments religieux furent construits avant le bâtiment actuel de la cathédrale, mais construits en matériaux trop fragiles, aucun ne résista longtemps. C’est en 1736 que fut déclaré hors service le dernier d’entre eux, et que fut entreprise la construction de l’œuvre que nous connaissons. Ne possédant pas de date précise, on estime que l’édifice actuel fut consacré et livré au culte entre 1761 et 1765. Depuis lors, il y eut quelques modifications mineures, effectuées à la charnière des XIXe et XXe siècles.
C’est en cette cathédrale que le tout nouveau drapeau argentin, créé par Manuel Belgrano, fut béni le 25 mai 1812. Quelques instants après, les troupes et la population de la ville, réunis face au Cabildo, lui prêtèrent serment. Ce fait est aujourd’hui perpétué par une peinture de Luis De Servi, effectuée pour le centenaire de l’évènement et placé sur un des murs de la cathédrale.  
On vénère la statue de Nuestra Señora del Rosario de Paypaya y Río Blanco, déclarée en 1812 « patronne capitaine des armées du Nord », qui combattaient pour la libération du pays.  

## Œuvres d’art de la cathédrale
La cathédrale recèle un véritable trésor d’œuvres d’art, dont certains chefs-d’œuvre.
La sculpture du Christ Gisant, attribuée au sculpteur espagnol Juan Martínez Montañés, est une des mieux réussies du pays.
L’ostensoir fait d’argent, d’émeraudes et d’or est un chef-d’œuvre caractérisé par ses très fins détails.
Les confessionnaux d’époque sont admirables et fort bien conservés.
On trouve aussi dans la cathédrale une belle collection de cadres de l’école dite de Cuzco.

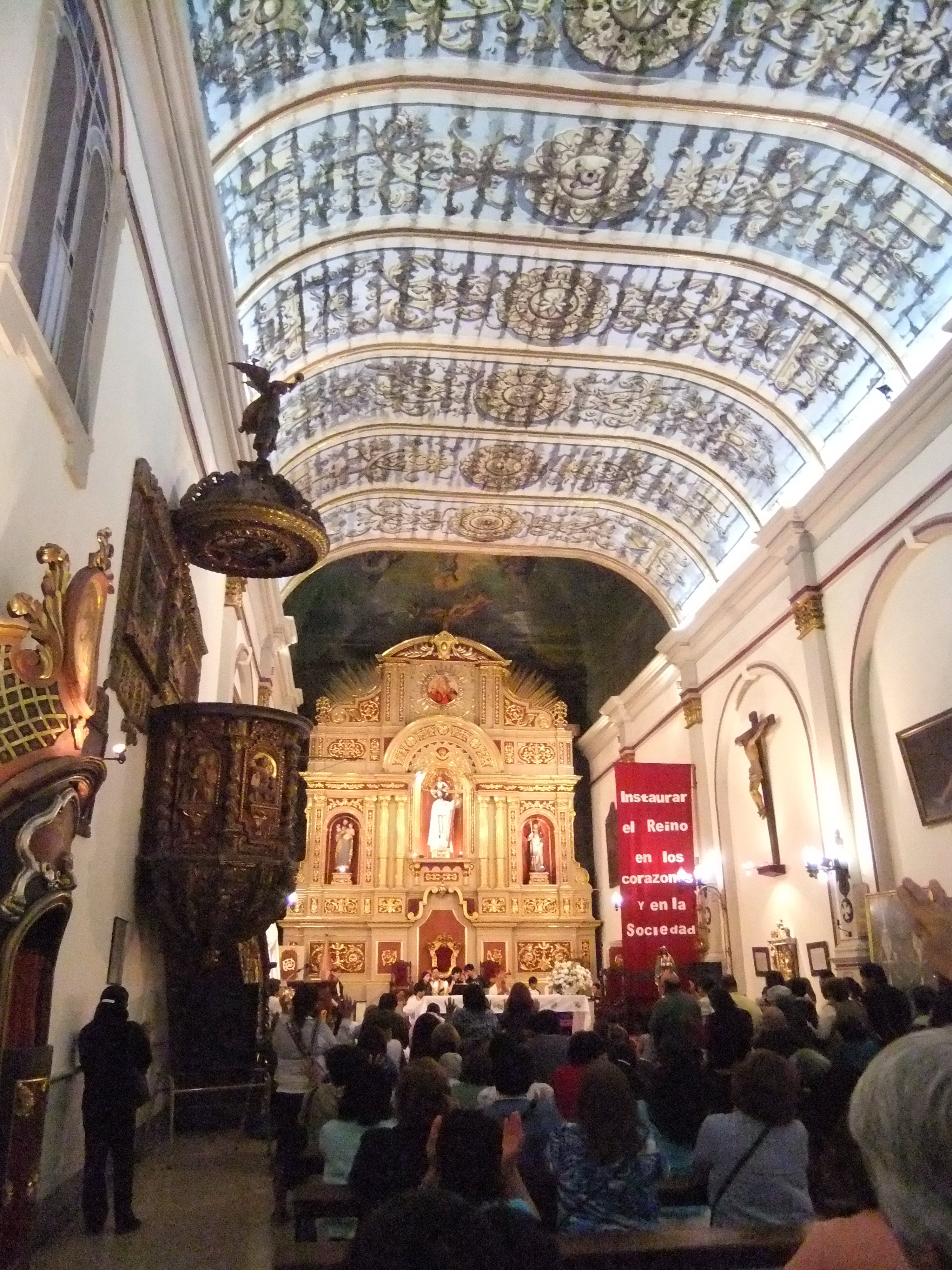
Intérieur de la cathédrale.

Parmi les trésors de la cathédrale, il faut avant tout mentionner une chaire de vérité de fort grande valeur, qui selon la tradition, fut sculptée par les Indiens des missions jésuites de la région.
Cette chaire est taillée en relief et représente l’arbre généalogique de la bible jusqu’à Jésus Christ, l’échelle de Jacob, les quatre évangélistes etc. Son style est intermédiaire entre les styles baroque et plateresque. Les représentations quelque peu naïves et primitives des personnages sont typiques du travail des artisans indigènes, ainsi que le montrent de nombreuses autres œuvres d’art un peu partout en Amérique hispanique. Les saillants sont recouverts de feuilles d’or. Il est fait de bois de ñandubay et de cèdre, et a conservé toute sa splendeur malgré le poids des années.
Sa dorure constituée de véritables feuilles d’or, bien qu’ayant quelque peu brunie, scintille toujours à la lumière, lui donnant un aspect de toute grande beauté.

## Province ecclésiastique
Le diocèse de San Salvador de Jujuy est suffragant de l’archevêché de Salta